# 北海道立アイヌ総合センター
北海道立アイヌ総合センター（ほっかいどうりつアイヌそうごうセンター、英訳名: Hokkaido Ainu Center）は北海道が設置 する、アイヌ民族の歴史及び文化に関する資料を収集・保管し、展示等を行う施設である。

## 概要
北海道立アイヌ総合センターはアイヌ民族の歴史に対する認識を深め、アイヌ文化の伝承及び保存の促進等を図ることを目的として1991年11月北海道立道民活動センターのオープンに伴い「北海道立ウタリ総合センター」の名称で設置。その後2002年4月に名称が「北海道立アイヌ総合センター」と改められる。

## 事業内容
事業内容は下記の通りである。
- アイヌ民族の歴史及び文化に関する資料を収集、保管、または展示
- アイヌ総合センターが収集、保管、または展示する資料に関する調査研究
- アイヌ民族の歴史及び文化に関する講演会、講習会、研究会等の主催、並びにその開催の援助

## 施設概要
施設概要は下記の通りである。
- 所在地 北海道札幌市中央区北2条西7丁目北海道立道民活動センター（かでる2・7）ビル7階
- 館内施設
  - 資料展示室
  - 図書情報資料室
  - 保存実習室

## 開館時間等
開館時間、休館日等は下記の通りである。
- 開館時間 午前9時～午後5時
- 休館日 日曜日、祝日、年末年始（12月29日～1月3日）
- 入館料 無料

## 指定管理者
開館当初は北海道ウタリ協会（現・北海道アイヌ協会）が北海道からの委託を受けて管理運営を行っていたが、2006年から指定管理者制度のもと同法人が指定管理者として管理運営を行うこととなる。